# كيث أندرسون (عازف جاز)
كيث أندرسون (بالإنجليزية: Keith Anderson)‏ هو عازف جاز أمريكي، ولد في 1970.

## وصلات خارجية
- كيث أندرسون على موقع ميوزك برينز (الإنجليزية)
- كيث أندرسون على موقع ديسكوغز (الإنجليزية)